# Hugo Luz
Hugo Luz (n. 24 februarie 1982) este jucător de fotbal portughez care evoluează la clubul SC Farense. A jucat în România la FC Vaslui.. A fost titular în echipa națională de tineret a Portugaliei iar în sezonul 2003-2004 a evoluat la clubul F.C. Porto, fiind adus la echipă de José Mourinho.

## Titluri
| Sezon | Club      | Titlu               |
| ----- | --------- | ------------------- |
| 2008  | FC Vaslui | Cupa UEFA Intertoto |